# 滇缅叉柱花
滇缅叉柱花（学名：Staurogyne shanica）是爵床科叉柱花属的一种直立草本植物，分布于缅甸和中国云南
。

## 特征描述
滇缅叉柱花高度约为15-25厘米，茎和枝密布柔毛。叶子对生，叶柄被柔毛；叶片椭圆形，先端圆形，基部楔形，正面几乎无毛，沿着叶脉疏被柔毛，背面被长柔毛，边缘整齐或轻微波状，锯齿不明显。
总状花序顶生，不分枝，稍微下垂，总梗和花轴密布长柔毛；花短梗，苞片倒卵状披针形，被柔毛；小苞片2枚，线形；花萼裂片5片，不等长，狭披针形；花冠管白色，外面微柔毛，顶部冠檐裂片5片，淡紫红色，略有不同，近圆形；雄蕊4枚，内生于喉部，花丝被头状腺毛，基部具成簇的长柔毛，卵形药室的开裂边缘有头状腺毛；子房长圆形，无毛，花柱3裂。